# 35 d'Aquari
35 d'Aquari (35 Aquarii) és una estrella de la Constel·lació d'Aquari. Té una magnitud aparent de 5,81. És del tipus B3. Les seves coordenades galàctiques són longitud 37,16º latitud -57,76º. L'estrella és una estrella gegant blava; posseeix una magnitud absoluta de -5,8 i la seva velocitat radial negativa indica que l'estrella s'apropa al sistema solar.

## Observació
Es tracta d'una estrella situada a l'hemisferi celeste austral, molt a prop de l'equador celeste; el que comporta que pugui ser observada des de totes les regions habitades de la Terra, exceptuant el cercle polar àrtic. A l'hemisferi sud sembla circumpolar només en les àrees més internes de l'Antàrtida, sent de magnitud 5,8 és al límit de la visibilitat a ull nu. El millor període per a la seva observació és entre els mesos d'agost i desembre. El període de visibilitat és pràcticament el mateix en els dos hemisferis degut a la seva posició propera a l'equador celeste.